# Parole e utopia
Parole e utopia (Palavra e utopia) è un film del 2000 diretto da Manoel de Oliveira.
Presentato in concorso alla 57ª Mostra internazionale d'arte cinematografica di Venezia, è basato sulla vita del gesuita portoghese del XVII secolo António Vieira.